# Сугхатта
Сугхатта (бенг. সাঘাটা, англ. Sughatta) — город на севере Бангладеш, административный центр одноимённого подокруга. Площадь города равна 3,56 км². По данным переписи 2001 года, в городе проживало 5378 человек, из которых мужчины составляли 51,04 %, женщины — соответственно 48,96 %. Плотность населения равнялась 1510 чел. на 1 км². Уровень грамотности населения составлял 24,7 % (при среднем по Бангладеш показателе 43,1 %). 